# سیارک ۲۴۸
سیارک ۲۴۸ (به انگلیسی: 248 Lameia) دویست و چهل و هشتمین سیارک کشف شده‌است که در ۵ ژوئن ۱۸۸۵ و در وین کشف شد.
قدر مطلق سیارک برابر ۱۰٫۲۱ است.